# Schärding
Schärding este un oraș în Austria.